# Dyrce Lacombe de Almeida
Dyrce Lacombe de Almeida (Rio de Janeiro, 16 de março de 1932) é uma cientista e entomologista brasileira.

## Biografia
Filha de Luís Lacombe e Maria Franco, Dyrce Lacombe de Almeida nasceu em 16 de março de 1932, na cidade do Rio de Janeiro.
Foi eleita membro da Academia Brasileira de Ciências em 1964.

## Trajetória profissional
Ingressou no curso de história natural da Faculdade Nacional de Filosofia (FNFi) da Universidade do Brasil, atual Universidade Federal do Rio de Janeiro, graduando-se em 1955. Ainda estudante, trabalhou na faculdade como assistente do professor Olympio da Fonseca Filho e participou do curso de extensão universitária em zoologia ministrado pelo professor Newton Dias dos Santos, do Museu Nacional. Em 1952 fez o Curso de Entomologia Geral do Instituto Oswaldo Cruz com o cientista alemão Rudolf Barth.

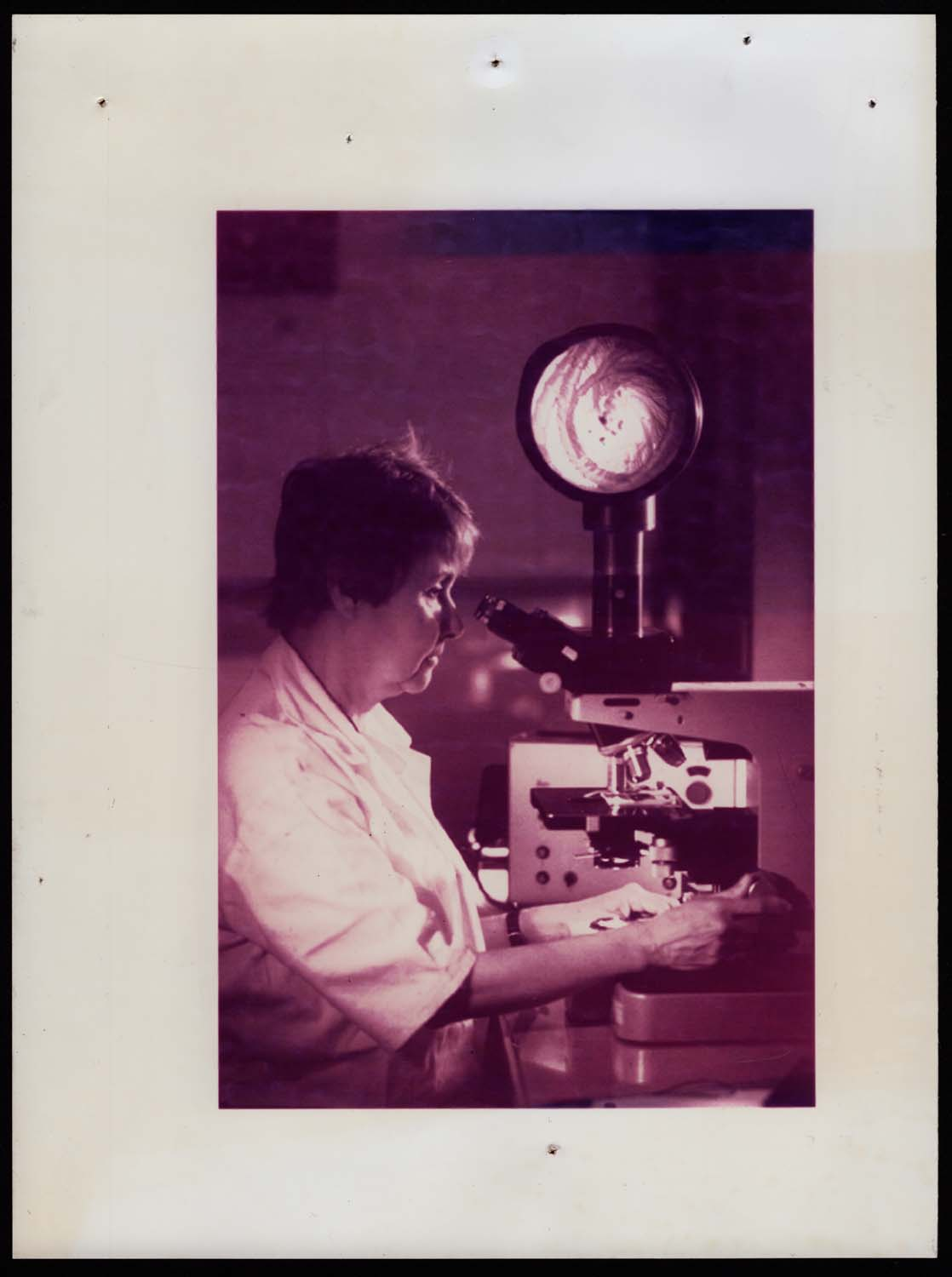
Dyrce Lacombe ao microscópio, s.d.

A partir desse momento, como bolsista do Instituto Oswaldo Cruz, iniciou uma produtiva carreira de pesquisa junto ao cientista alemão, trabalhando com anatomia e histologia de insetos, principalmente barbeiros. Em 1955 publicou, em parceria com Barth, seu primeiro artigo científico no periódico Memórias do Instituto Oswaldo Cruz, intitulado Estudos anatômicos e histológicos do ducto intestinal de Embolyntha batesi MacLachlan, 1877 (Embiidina).
Em 1959 foi aprovada em concurso do Departamento Administrativo do Serviço Público, sendo lotada como zoóloga no Museu Nacional. Afastou-se da instituição em 1960 para ingressar nos quadros do Instituto Oswaldo Cruz, primeiramente como bolsista do Conselho Nacional de Pesquisas e, depois, biologista e pesquisadora. Ainda nessa data passou a se interessar pela pesquisa com crustáceos, em especial pelas cracas (cirrepédios), iniciando a constituição de uma importante coleção histológica e sistemática.
Em 1967 recebeu convite do Osborn Laboratories of Marine Science, em Nova York, para desenvolver pesquisas sobre cracas e, em 1969, colaborou com a California Academy of Sciences na confecção de monografia sobre insetos da ordem Embioptera.
Pertenceu a diversas sociedades científicas, entre elas a Sociedade Brasileira de Entomologia (1955), Sociedade Brasileira para o Progresso da Ciência (1956) e American Society of Zoologist (1968).
Aposentou-se em 1991, mas permaneceu no Instituto Oswaldo Cruz desenvolvendo suas pesquisas sobre cracas, embiópteros e histologia de barbeiros.